# Piräus (Präfekturbezirk)
Der Präfekturbezirk Piräus (griechisch Νομαρχία Πειραιώς Nomarchia Pireos, auch Πειραιάς Pireas) war bis 2010 einer der vier Präfekturbezirke (nomarchíes) der Verwaltungsregion und Präfektur Attika, die de facto den übrigen selbstverwalteten Präfekturen (nomi) glichen.
Piräus wurde zunächst 1964 als eigenständige Präfektur gebildet: Aus der Präfektur Attika kamen die Gemeinde Piräus mit einigen umliegenden Vorstädten sowie die Inseln Salamis, Ägina und Angistri, von der Präfektur Argolis wurden Trizinia und die Inseln Poros, Hydra und Spetses, von der damaligen Präfektur Lakonien die Inseln Kythira und Andikythira Piräus zugeschlagen. 1972 fiel dieses Gebiet wieder an die Präfektur Attika, erhielt jedoch – neben Athen, West- und Ostattika den Status eines Bezirks (griechisch diamerisma). Ab 1995 wurde die Präfekturbezirke Piräus und Athen zur Überpräfektur Athen-Piräus zusammengeschlossen. Mit der Verwaltungsreform 2010 wurden die Präfekturen abgeschafft; ihre Kompetenzen wurden an die Gemeinden und die nunmehr selbst verwaltete Region Attika übertragen. Das Gebiet wurde in die beiden Regionalbezirke (Einzahl griechisch periferiaki enotita) Piräus (das Festlandsgebiet in Attika) und Inseln (die Gebiete auf der Peloponnes und die Inseln) geteilt, die jedoch abgesehen von der Sitzzuteilung für den Regionalrat keine politische Bedeutung haben.

## Geografie
Der Präfekturbezirk erstreckte sich von seiner Hauptstadt Piräus im Norden bis zu der zwischen der Peloponnes und Kreta gelegenen Insel Andikythira im Süden und übertraf mit der Nord-Süd-Ausdehnung von 240 km alle anderen griechischen Präfekturen.

## Gemeinden 1997–2010
Der Präfekturbezirk Piräus umfasste
- die Großstadt Piräus (1)

mit deren Vororten
- Agios Ioannis Rendis (2),
- Drapetsona (5),
- Keratsini (6),
- Korydallos (7),
- Nikea (10),
- Perama (11),

die Inseln des Saronischen Golfs

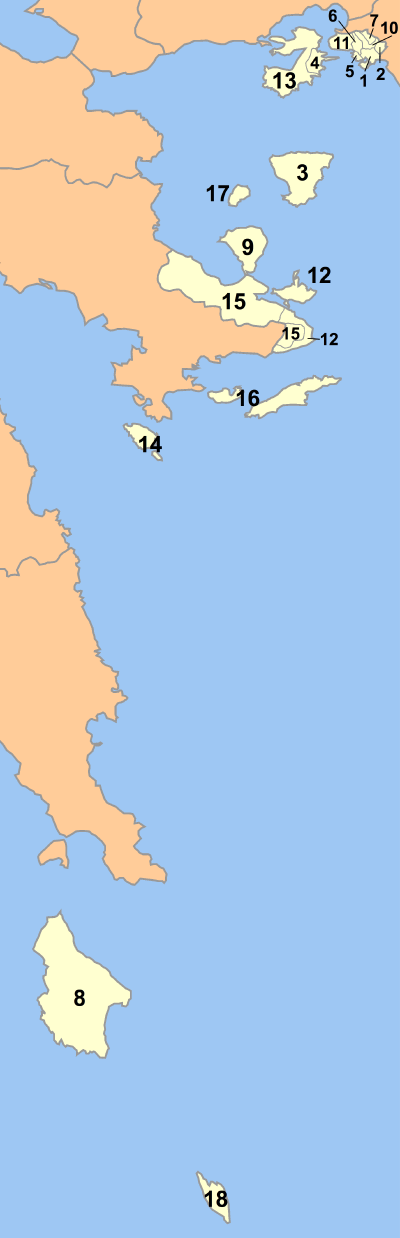

- Salamis mit den Gemeinden Salamina (13) und Ambelakia (4),
- Ägina (3),
- Angistri (17),
- Poros (12),
- Hydra (16) und
- Spetses (14)

samt den auf der Peloponnes gelegenen Gemeinden
- Trizina (15) und
- der Halbinsel Methana (9),

sowie die südöstlich der Peloponnes gelegenen Inseln
- Kythira (8) und
- Andikythira (18).

Während Piräus mit seinen Vororten städtisch und industriell geprägt ist, sind die Inseln vor allem touristisch interessant, die Gebiete auf der Peloponnes noch eher landwirtschaftlich geprägt.

## Bevölkerung und Geschichte
Bereits in der Antike nahm Piräus als Hafen von Athen eine bedeutende strategische Lage ein. Die Schlacht bei Salamis im Jahre 480 vor Chr. stellte einen entscheidenden Wendepunkt der Perserkriege dar.
Im 20. Jahrhundert veränderte die Industrialisierung und die durch die Invasion von Flüchtlingen aus Kleinasien noch verstärkte Landflucht das Gesicht der Hafenstadt und ihrer Umgebung.
Die landwirtschaftlich und touristisch geprägten südlichen Teile des Präfekturbezirks sind Piräus trotz teilweise weiter Entfernung durch regelmäßige Schiffs- und Fährverbindungen enger verbunden als der näher gelegenen Peloponnes.
Die starken strukturellen Unterschiede werden durch die unterschiedliche Bevölkerungsdichte deutlich: In Piräus beträgt sie über 16.000 Einwohner je km², in Andikythira unter 2 Einwohner je km².

## Politik
Der Präfekturbezirk wurde durch einen 37-köpfigen Präfekturrat vertreten. Bei den Wahlen 2006 erreichte die sozialistische PASOK eine absolute Mehrheit.
Präfekt war seit 2002 Giannis Michas (Γιάννης Μίχας, * 1954, Schiffbauer und Maler), PASOK.
Die Insel Kythira verfügte außerdem über einen dreiköpfigen Provinzialrat (griechisch Επαρχιακό Συμβούλιο).